# Benkadi (Sikasso)
Benkadi is een gemeente (commune) in de regio Sikasso in Mali. De gemeente telt 8000 inwoners (2009).
De gemeente bestaat uit de volgende plaatsen:
- Bangaribougou
- Kémogola
- Kougnan (hoofdplaats)
- Koungoba
- Koulou
- Ouétto
- Sondio
- Tiorona